# 钟祥市
鍾祥市是中华人民共和国湖北省中部的一个县级市，由荆门市代管辖。是中国的国家历史文化名城之一。
鍾祥是楚文化的发祥地和传播中心之一。刘勰《文心雕龙·时序》篇曰：“惟齐楚两国，颇有文学。齐开庄衢之第，楚广兰台之宫。” 古兰台位于鍾祥郢中，是楚王的行宫。楚国著名的辞赋家宋玉、屈原均在此有着众多佳作传世，著名的楚辞《风赋》、《答楚王问》是宋玉在鍾祥兰台宫所作，著名楚国歌舞家莫愁女出自鍾祥。
明世宗嘉靖帝曾是这里的藩王，称为兴王。他因堂兄正德帝駕崩且无子嗣，而得以承继大统。嘉靖即位后，按皇陵规制为其父亲兴献王修建了显陵。这是明代规模最大的单体帝陵，2000年作为明清皇家陵寝的组成部分，被列入世界遗产名录。鍾祥城区内还有元佑宫、兴王府等多处与嘉靖有关的古迹，于1994年被授予国家历史文化名城称号。
鍾祥位于汉水中游，江汉平原北部。跨东经112º07－113º00′，北纬30º42′－31º36′，面积4488平方公里。亚热带季风气候，山地、平原、丘陵兼有，年平均气温16.9℃，降水量983毫米。主要的农产品有稻谷、小麦、棉花、芝麻等。鍾祥矿产资源丰富，已探明的有磷矿石、累托石、硫铁矿、铝、硅、重晶石等8类31种，尤其磷矿石储量居全国第二。

## 历史
春秋战国时期，鍾祥为楚国别邑，称郊郢，系楚国陪都。
西汉汉太祖时，改郊郢为郢县。
三国时期，孙吴置牙门戍筑城，名为石城。
西晋元康九年（299年），分江夏郡置竟陵郡，治石城。
刘宋，宋明帝泰始六年置苌寿县。
北朝，西魏大统十七年，改苌寿县为长寿县，置郢州，治长寿。
北周改名石城郡。
隋代大业三年（607年）改为竟陵郡。
唐代武德四年（621年）复置郢州。
元代升郢州为安陆府，仍治长寿。
明代洪武九年（1376年），降安陆府为安陆州，废长寿县并入安陆州。
明嘉靖十年，升安陆州为承天府，为中央三大直辖府（顺天府——今北京、应天府——今南京、承天府——今鍾祥）之一，复立县，因嘉靖皇帝生养发迹于此，御赐县名为“鍾祥”，取“祥瑞锺聚”之意。八年後，加设兴都留守司。
清顺治三年？（1646年），改承天府为安陆府。
民国废府。
中华人民共和国成立后，县名仍为鍾祥。1964年汉字简化方案将鍾祥简化为钟祥。1992年5月撤县设钟祥市。2013年通用汉字规范表并未恢复“锺祥”一名。
1996年12月2日，国务院批复（国函111号），将荆州市代管的钟祥市划归荆门市代管。

## 人口
2020年11月1日，荆门市进行第七次全国人口普查，钟祥市常住人口为868897人。

## 地理
| 钟祥市气象数据           | 钟祥市气象数据 | 钟祥市气象数据 | 钟祥市气象数据 | 钟祥市气象数据 | 钟祥市气象数据 | 钟祥市气象数据 | 钟祥市气象数据 | 钟祥市气象数据 | 钟祥市气象数据 | 钟祥市气象数据 | 钟祥市气象数据 | 钟祥市气象数据 | 钟祥市气象数据 |
| 月份                     | 1月            | 2月            | 3月            | 4月            | 5月            | 6月            | 7月            | 8月            | 9月            | 10月           | 11月           | 12月           | 全年           |
| ------------------------ | -------------- | -------------- | -------------- | -------------- | -------------- | -------------- | -------------- | -------------- | -------------- | -------------- | -------------- | -------------- | -------------- |
| 历史最高温 °C（°F）      | 21.1 (70.0)    | 24.1 (75.4)    | 27.8 (82.0)    | 32.8 (91.0)    | 35.6 (96.1)    | 38.4 (101.1)   | 38.6 (101.5)   | 38.0 (100.4)   | 38.0 (100.4)   | 33.4 (92.1)    | 28.9 (84.0)    | 21.6 (70.9)    | 38.6 (101.5)   |
| 平均高温 °C（°F）        | 7.7 (45.9)     | 10.0 (50.0)    | 14.2 (57.6)    | 21.2 (70.2)    | 26.3 (79.3)    | 29.4 (84.9)    | 31.8 (89.2)    | 31.7 (89.1)    | 27.4 (81.3)    | 22.1 (71.8)    | 15.9 (60.6)    | 10.1 (50.2)    | 20.7 (69.2)    |
| 日均气温 °C（°F）        | 3.5 (38.3)     | 5.6 (42.1)     | 9.7 (49.5)     | 16.4 (61.5)    | 21.4 (70.5)    | 25.2 (77.4)    | 27.7 (81.9)    | 27.1 (80.8)    | 22.6 (72.7)    | 17.2 (63.0)    | 11.2 (52.2)    | 5.8 (42.4)     | 16.1 (61.0)    |
| 平均低温 °C（°F）        | 0.3 (32.5)     | 2.2 (36.0)     | 6.1 (43.0)     | 12.6 (54.7)    | 17.6 (63.7)    | 21.6 (70.9)    | 24.5 (76.1)    | 23.9 (75.0)    | 19.1 (66.4)    | 13.7 (56.7)    | 7.7 (45.9)     | 2.4 (36.3)     | 12.6 (54.8)    |
| 历史最低温 °C（°F）      | −15.3 (4.5)    | −7.4 (18.7)    | −1.8 (28.8)    | 0.0 (32.0)     | 8.4 (47.1)     | 12.7 (54.9)    | 17.9 (64.2)    | 16.1 (61.0)    | 11.0 (51.8)    | 2.9 (37.2)     | −2.6 (27.3)    | −8.4 (16.9)    | −15.3 (4.5)    |
| 平均降水量 mm（）        | 23.6 (0.93)    | 32.3 (1.27)    | 56.1 (2.21)    | 80.9 (3.19)    | 122.8 (4.83)   | 137.3 (5.41)   | 169.8 (6.69)   | 123.5 (4.86)   | 88.8 (3.50)    | 74.0 (2.91)    | 45.0 (1.77)    | 18.2 (0.72)    | 972.3 (38.29)  |
| 平均降水天数（≥ 0.1 mm） | 6.7            | 7.8            | 11.4           | 11.4           | 11.6           | 11.9           | 11.5           | 10.4           | 9.8            | 9.9            | 7.6            | 6.3            | 116.3          |
| 来源：中国天气网         |                |                |                |                |                |                |                |                |                |                |                |                |                |

## 行政区划
钟祥市下辖2个街道办事处、15个镇、1个民族乡：
郢中街道、洋梓镇、长寿镇、丰乐镇、胡集镇、双河镇、磷矿镇、文集镇、冷水镇、石牌镇、旧口镇、柴湖镇、长滩镇、东桥镇、客店镇、张集镇、九里回族乡、湖北钟祥经济开发区、钟祥市官庄湖管理区、南湖原种场、罗汉寺种畜场、双桥原种场、东岳种畜场、康桥湖农场、大口林场、盘石岭林场、温峡水库、石门水库、黄坡水库和湖北钟祥胡集经济技术开发区。

## 交通
- 234国道过境。[6]

## 文化和旅游
- 国家历史文化名城：鍾祥
- 世界文化遗产：明显陵
- 国家重点风景名胜区：大洪山景区 大口森林公园

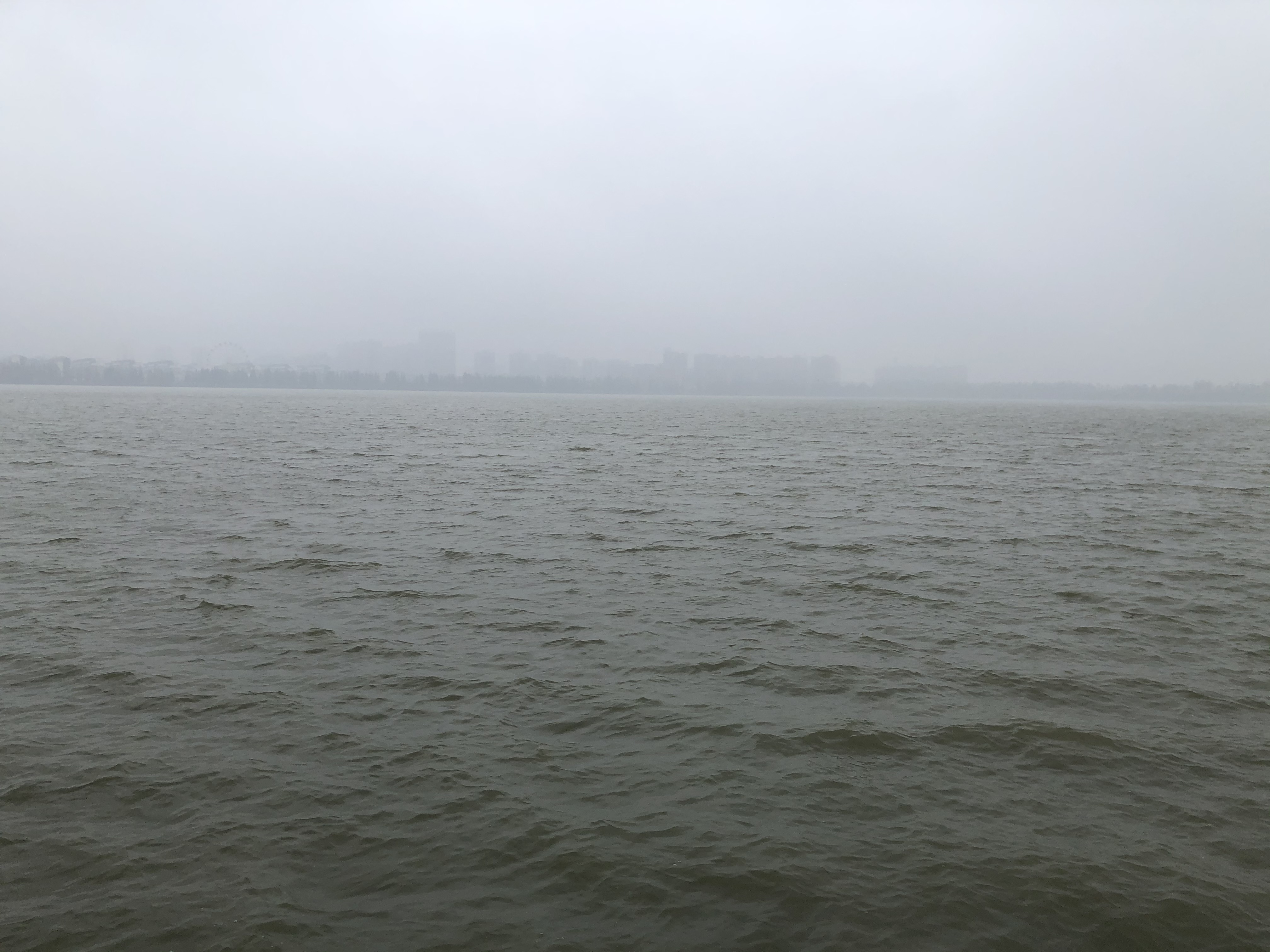
莫愁湖
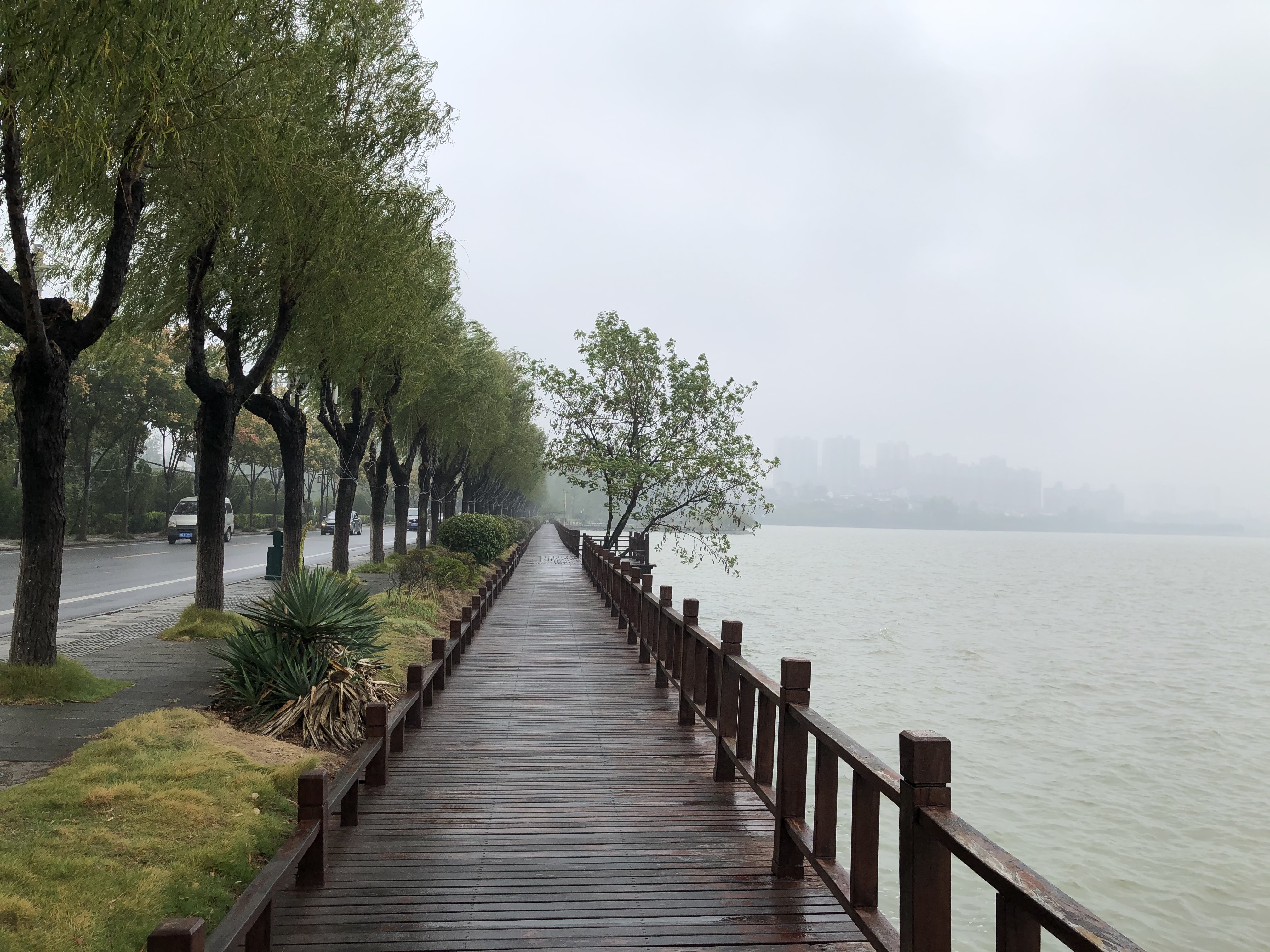
莫愁湖边栈道
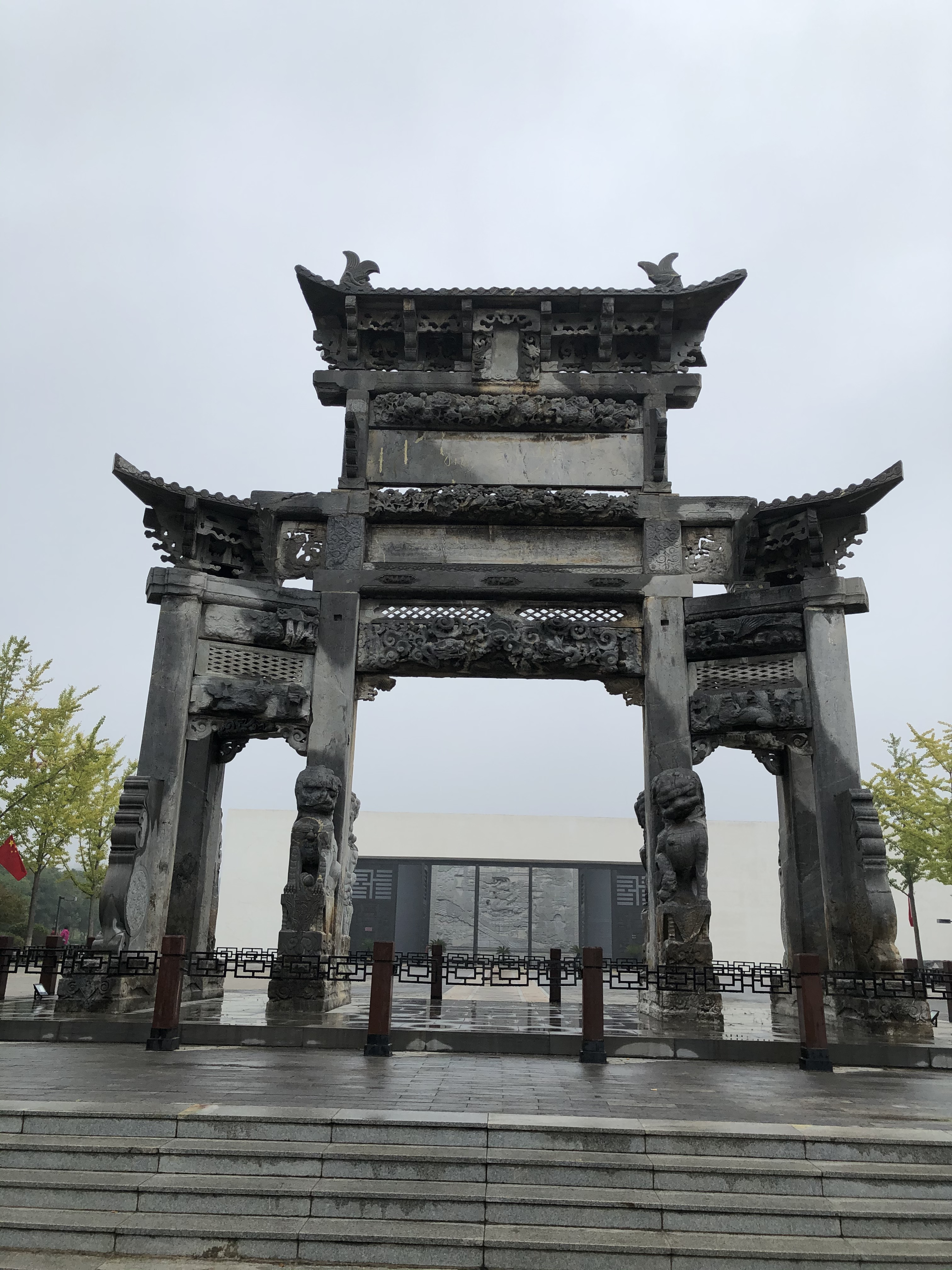
少司马坊
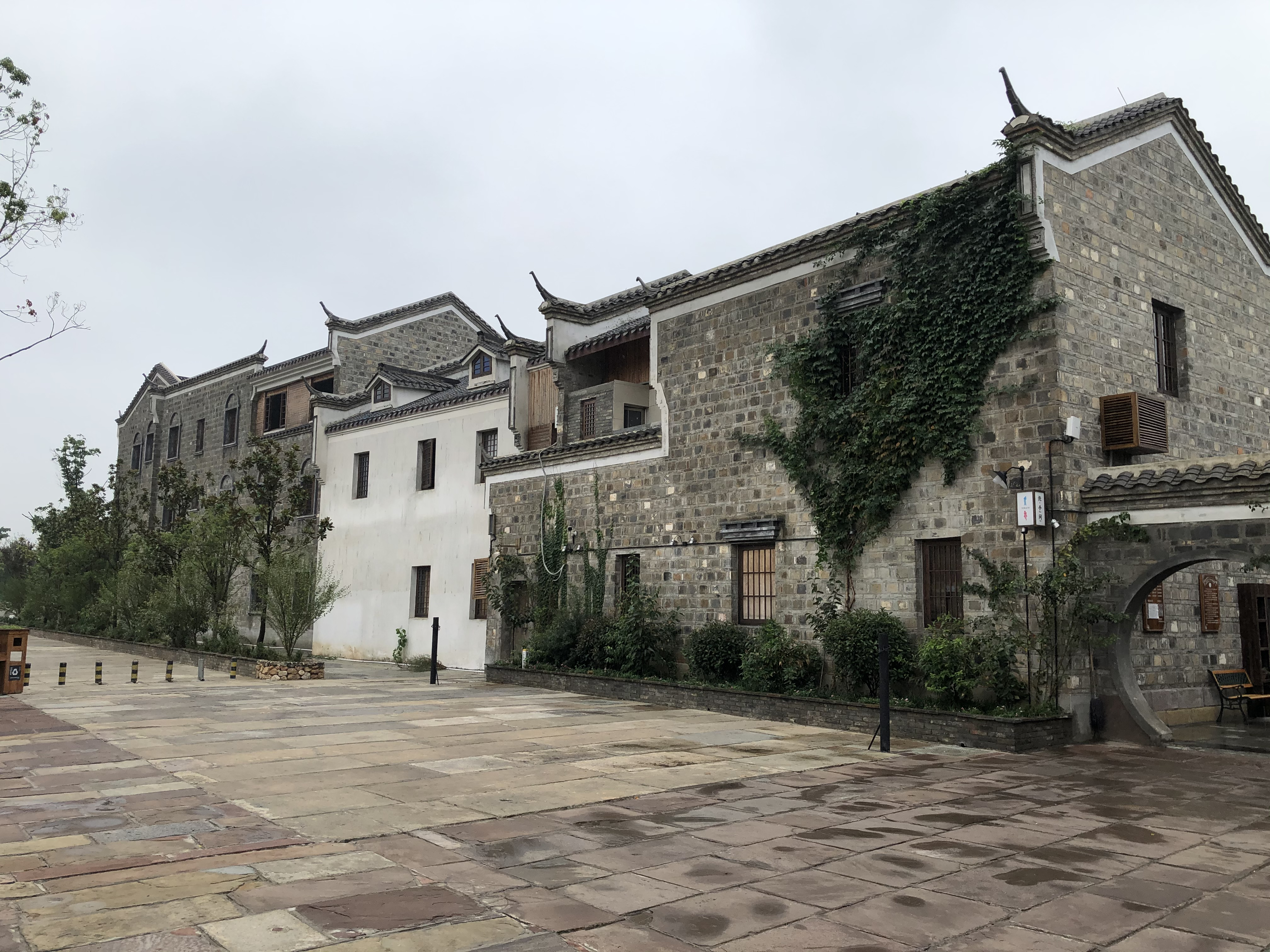
莫愁村

## 长寿之乡
鍾祥是中国驰名的长寿之乡，是国家公布的全国几大长寿地区之一。据2000年第五次人口普查资料显示，钟祥市人均寿命为75.88岁，高于全国平均水平4.48岁，比世界平均水平高9.88岁，比发展中国家高11.88岁，已接近发达国家和地区的平均水平。全市有90岁以上老人766人，长寿老人占总人口的比例为0.749‰，其中百岁老人26人。2000年初，根据中国人口监测中心公布的长寿之乡（地区）的中国标准，即每10万人口中百岁老人达到3位。因此，钟祥市和广西巴马县、江苏如皋市、四川乐山市、新疆克依地区、辽宁辽阳兴隆村一起，首次被正式列为中国六大长寿之乡。

## 友好城市
- 中国河南省淅川县
- 羅馬尼亞泰库奇市